# Musikåret 1967

## Händelser

### Februari
- 14 – Östen Warnerbrings låt Som en dröm vinner den svenska uttagningen till Eurovision Song Contest på Cirkus i Stockholm [1].

### Mars
- 25 – Rolling Stones spelar i Helsingborg, det är början på en tre veckor lång Europaturné.[2]

### April
- 8 – Sandie Shaws låt Puppet on a String vinner Eurovision Song Contest i Wien för Storbritannien [3].

### Maj
- 19 – Alberto Ginasteras opera Bomarzo uruppförs vid Lisner Auditorium i Washington, D.C..
- Samma dag uruppförs Ivo Malecs halvtimmeslånga musikverk Oral, "för aktör och stor orkester", vid biennalen i Zagreb, med Pierre Rousseau som aktör och Orchestre national de France under ledning av Ernest Bour. Aktörens roll är att förmedla valda delar ur André Bretons roman Nadja.[4]

### Juni
- 1 – The Beatles album Sgt. Peppers Lonely Hearts Club Band släpps.
- 16–18 – Monterey Pop Festival hålls i Kalifornien.
- Sommaren (norra halvklotet) – "Summer of Love" i San Francisco, en höjdpunkt inom flower power-rörelsen, som även smittar av sig på populärmusiken.

### Augusti
- Augusti – Undergroundscenen Filips öppnar på Regeringsgatan i Stockholm.
- 23 – Brian Epstein gör sitt sista besök till en Beatlesinspelningssession vid Chappell Recording Studios på Maddox Street i London i England, Storbritannien [5].

### Oktober
- 18 – Första numret av Rolling Stone utkommer [6].

### Okänt datum
- Musikmässan Midem i Cannes hålls för första gången.[7]
- Creedence Clearwater Revival bildas i Kalifornien.

## Priser och utmärkelser
- Jenny Lind-stipendiet – Britt Marie Aruhn
- Jussi Björlingstipendiet – Hans Johansson
- Medaljen för tonkonstens främjande – Birgit Nilsson och Moses Pergament
- Spelmannen – Ingvar Lidholm

## Årets album
Vänligen sortera soloartister på efternamn, musikgrupper på förstabokstaven (utan engelskans "The" och "A")

### A – G
- The Bar-Kays – Soul Finger
- The Beach Boys – Smiley Smile
- The Beach Boys – Wild Honey
- The Beatles – Sgt. Pepper's Lonely Hearts Club Band
- The Beatles – Magical Mystery Tour
- Bee Gees – Bee Gees 1st
- David Bowie – David Bowie
- Buffalo Springfield – Buffalo Springfield
- Buffalo Springfield – Buffalo Springfield Again
- The Byrds – Younger Than Yesterday
- Captain Beefheart – Safe as Milk
- Leonard Cohen – Songs of Leonard Cohen (debut)
- John Coltrane – Kulu Sé Mama
- Country Joe and the Fish – Electric Music for the Mind and Body
- Country Joe and the Fish – I Feel Like I'm Fixin' to Die
- Cream – Disraeli Gears
- Dave Dee, Dozy, Beaky, Mick and Tich – If Music Be the Food of Love...Then Prepare for Indigestion
- Miles Davis – Sorcerer
- Donovan – A Gift from a Flower to a Garden
- The Doors – The Doors
- The Doors – Strange Days
- Bob Dylan – John Wesley Harding
- The Everly Brothers – The Hit Sound of the Everly Brothers
- The Everly Brothers – The Everly Brothers Sing
- Aretha Franklin – I Never Loved a Man the Way I Love You

### H – R
- The Hollies – Butterfly
- The Hollies – Evolution
- Jefferson Airplane – After Bathing at Baxter's
- Jefferson Airplane – Surrealistic Pillow
- The Jimi Hendrix Experience – Are You Experienced?
- The Jimi Hendrix Experience – Axis: Bold as Love
- The Kinks – Something Else by the Kinks
- Lill Lindfors – Du är den ende
- Love – Da Capo
- Love – Forever Changes
- The Mamas and the Papas – Deliver
- John Mayall – Crusade
- Moby Grape – Moby Grape
- The Monkees – More of the Monkees
- The Monkees – Headquarters
- The Monkees – Pisces, Aquarius, Capricorn, & Jones Ltd.
- The Moody Blues – Days of Future Passed
- Roy Orbison – Roy Orbison Sings Don Gibson
- Roy Orbison – Cry Softly Lonely One
- Paul Revere and the Raiders – Revolution!
- Pink Floyd – The Piper at the Gates of Dawn
- Procol Harum  – Procol Harum
- The Rolling Stones – Between the Buttons
- The Rolling Stones – Flowers
- The Rolling Stones – Their Satanic Majesties Request

### S – Ö
- Nina Simone – High Priestess of Soul
- Nina Simone – Nina Simone Sings the Blues
- Nina Simone – Silk & Soul
- Sly and the Family Stone – Whole New Thing
- The Small Faces – Small Faces
- Strawberry Alarm Clock – Incense and Peppermints
- Strawberry Alarm Clock – Wake Up...It's Tomorrow
- Tages – Contrast
- Tages – Studio
- Temptations – Temptations Live!
- Temptations – In a Mellow Mood
- Temptations – With a Lot o' Soul
- Traffic – Mr. Fantasy
- The Turtles – Happy Together
- The Velvet Underground – The Velvet Underground and Nico
- The Velvet Underground – White Light/White Heat
- The Who – The Who Sell Out
- Wilson Pickett – The Sound of Wilson Pickett
- Stevie Wonder – I Was Made to Love Her
- Frank Zappa & the Mothers of Invention – Absolutely Free
- Frank Zappa – Lumpy Gravy

## Årets singlar & hitlåtar
Vänligen sortera soloartister på efternamn, musikgrupper på förstabokstaven (utan engelskans "The" och "A")
- The Association – Never My Love
- The Association – Windy
- The Beach Boys – Heroes and Villains
- The Beatles – All You Need Is Love
- The Beatles – Hello, Goodbye
- The Beatles – Penny Lane
- The Beatles – Strawberry Fields Forever
- The Bee Gees – Massachusetts
- The Box Tops – The Letter
- James Brown – Cold Sweat
- The Buckinghams – Kind of a Drag
- Buffalo Springfield – For What It's Worth
- Eric Burdon & The Animals – San Franciscan Nights
- The Byrds – So You Want to Be a Rock 'n' Roll Star
- Petula Clark – Don't Sleep in the Subway
- Petula Clark – This Is My Song
- Arthur Conley – Sweet Soul Music
- Dave Dee, Dozy, Beaky, Mick and Tich – Zabadak!
- Desmond Dekker – 007 Shanty Town
- Donovan – There Is a Mountain
- The Doors – Light My Fire
- The Doors – People Are Strange
- The Fifth Dimension – Up, Up and Away
- The Flower Pot Men – Let's Go to San Francisco
- The Foundations – Baby, Now That I've Found You
- The Four Tops – Bernadette
- Frankie Valli & The Four Seasons – Can't Take My Eyes Off You
- Aretha Franklin – Baby, I Love You
- Aretha Franklin – (You Make Me Feel Like) A Natural Woman
- Aretha Franklin – Respect
- Marvin Gaye och Tammi Terrell – Your Precious Love
- Marvin Gaye och Tammi Terrell – If I Could Build My Whole World Around You
- Bobbie Gentry – Ode to Billie Joe
- Gladys Knight and the Pips – I Heard It Through the Grapevine
- Harpers Bizarre – The 59th Street Bridge Song (Feelin' Groovy)
- The Jimi Hendrix Experience – Burning of the Midnight Lamp
- The Jimi Hendrix Experience – Purple Haze
- The Jimi Hendrix Experience – The Wind Cries Mary
- Herman's Hermits – There's a Kind of Hush
- The Hollies – Carrie Anne
- The Hollies – King Midas in Reverse
- The Hollies – On a Carousel
- Engelbert Humperdinck – The Last Waltz
- Jefferson Airplane – Somebody to Love
- Jefferson Airplane – White Rabbit
- The Kinks – Waterloo Sunset
- Lulu – To Sir, with Love
- Lars Lönndahl – Kvällens sista dans
- The Mamas and the Papas – Dedicated to the One I Love
- The Mamas and the Papas – Creeque Alley
- Manfred Mann – Ha! Ha! Said the Clown
- Scott McKenzie – San Francisco (Be Sure to Wear Flowers in Your Hair)
- The Monkees – Daydream Believer
- The Monkees – I'm a Believer
- The Monkees – Pleasant Valley Sunday
- Van Morrison – Brown Eyed Girl
- Music Explosion – Little Bit o' Soul
- Aaron Neville – Tell It Like It Is
- Ola & the Janglers – Juliet
- Wilson Pickett – Funky Broadway
- Pink Floyd – See Emily Play
- Procol Harum – A Whiter Shade of Pale
- Procol Harum – Homburg
- Paul Revere and the Raiders – Him or Me (What's It Gonna Be)
- The Rolling Stones – Let's Spend the Night Together/Ruby Tuesday
- The Rolling Stones – We Love You/Dandelion
- The Royal Guardsmen – Snoopy vs. the Red Baron
- The Seekers – Georgy Girl
- Simon & Garfunkel – At The Zoo
- Simon & Garfunkel – Fakin' It
- Nancy Sinatra & Frank Sinatra – Somethin' Stupid
- Nancy Sinatra & Lee Hazlewood – Jackson
- Small Faces – Itchycoo Park
- Smokey Robinson & the Miracles – I Second That Emotion
- Sonny & Cher – The Beat Goes On
- Soul Survivors – Expressway to Your Heart
- The Spencer Davis Group – Gimme Some Lovin'
- The Spencer Davis Group – I'm a Man
- The Supremes – Love Is Here and Now You're Gone
- The Supremes – The Happening
- Sven-Ingvars – Du ska tro på mej
- Sven-Ingvars – Jag ringer på fredag
- Sven-Ingvars – Önskebrunnen
- Tages – Every Raindrop Means a Lot
- Traffic – Hole in My Shoe
- Traffic – Paper Sun
- The Tremeloes – Silence Is Golden
- The Tremeloes – Even the Bad Times Are Good
- The Troggs – Love Is All Around
- The Turtles – Happy Together
- The Turtles – She'd Rather Be with Me
- Vanilla Fudge – You Keep Me Hangin' On
- Keith West – Excerpt from: A Teenage Opera
- The Who – I Can See for Miles
- The Who – Pictures of Lily
- Jackie Wilson – (Your Love Keeps Lifting Me) Higher and Higher
- Stevie Wonder – I Was Made to Love Her
- The Young Rascales – Groovin'

## Årets sångböcker och psalmböcker
- Sven-Bertil Taube – Sol och vår [8]

## Födda
- 10 januari – Magnus Krepper, svensk skådespelare, dansare och sångare.
- 20 januari – Katarina Andersson, svensk skådespelare och operasångare (sopran).
- 22 januari – Åsa Johannisson, svensk skådespelare, koreograf, regiassistent och sångare.
- 24 januari – John Myung, amerikansk musiker, basist i Dream Theater.
- 31 januari – Chad Channing, amerikansk musiker, Nirvanas första trummis.
- 7 februari - Håkan Klingensjö. Svensk entreprenör inom avtalsrörelsen
- 11 februari – Karl Dyall, svensk dansare, koreograf, sångare och skådespelare.
- 20 februari – Kurt Cobain, amerikansk musiker, sångare i Nirvana.
- 1 mars – Niclas Abrahamsson, svensk regissör, skådespelare och vissångare.
- 17 mars – Billy Corgan, amerikansk musiker (sångare).
- 7 april – Mauro Godoy-Villalobos, svensk tonsättare och gitarrist.
- 20 april – Mike Portnoy, amerikansk musiker, trummis.
- 30 april – Philip Kirkorov, rysk sångare, skådespelare, musikalartist och tv-personlighet.
- 1 maj – Tim McGraw, amerikansk countryartist.
- 19 maj – Alexia, italiensk sångare.
- 26 maj – Kristen Pfaff, amerikansk basist.
- 29 maj – Noel Gallagher, brittisk musiker, låtskrivare och gitarrist i Oasis.
- 7 juni – Dave Navarro, amerikansk gitarrist.
- 10 juni – Peder Ernerot, svensk sångtextförfattare, kompositör, manusförfattare och musiker.
- 15 juni – Eric Stefani, amerikansk musiker och animatör.
- 24 juni – Richard Z. Kruspe-Bernstein, tysk musiker, gitarrist och grundare av bandet Rammstein.
- 8 juli – Girilal Baars, svensk tonsättare, sångare och musiker.
- 12 juli – John Petrucci, amerikansk musiker, gitarrist i Dream Theater.
- 17 juli – Regina Lund, svensk skådespelare och sångare.
- 17 juli – Stefan Pöntinen, svensk tonsättare och violinist.
- 23 juli – Titiyo, svensk sångare.
- 25 juli – Ylva Bentancor, svensk tonsättare.
- 16 augusti – CajsaStina Åkerström, sångare.
- 21 september – Faith Hill, amerikansk country- och popsångare.
- 26 september – Shannon Hoon, amerikansk rocksångare, Blind Melon.
- 17 oktober – René Dif, dansk musiker och skådespelare.
- 28 november – Anna Nicole Smith, amerikansk modell, skådespelare, sångare och författare.
- 10 december – Erik Mikael Karlsson, svensk radioproducent, programledare, tonsättare och ljudkonstnär.
- 13 december – Jamie Foxx, amerikansk skådespelare och sångare.
- 22 december – Richey James Edwards, brittisk musiker, basist i Manic Street Preachers 1988–95.
- 24 december – Pernilla Wahlgren, svensk skådespelare och sångare.
- 26 december – Mansoor Hosseini, svensk tonsättare.

## Avlidna
- 3 januari – Erik Rosén, 83, svensk skådespelare och textförfattare.
- 1 februari – Paula Müntzing, 76, svensk musiklärare och rymtmikpedagog.
- 11 februari – Simon Brehm, 45, svensk basist och orkesterledare.
- 11 mars – Geraldine Farrar, 85, amerikansk operasångare och filmskådespelare.
- 24 februari – Franz Waxman, 60, tysk-amerikansk kompositör av filmmusik.
- 2 mars – Sven Björkman, 50, svensk skådespelare, författare, kåsör, manusförfattare, kompositör och sångtextförfattare.
- 6 mars – Zoltán Kodály, 84, ungersk tonsättare och dirigent.
- 23 maj – Carl-Henrik Norin, 47, svensk kapellmästare, musikarrangör, kompositör och jazzmusiker (tenorsaxofon).
- 29 maj – Åke Claesson, 77, svensk skådespelare och sångare.
- 23 juni – Gerard Odencrants, 78, svensk läkare och tonsättare.
- 17 juli – John Coltrane, 40, amerikansk jazzmusiker och tenorsaxofonist.
- 3 oktober – Woody Guthrie, 55, amerikansk musiker.
- 22 oktober – Bart Haynes, amerikansk musiker, trummis i The Castiles 1965–1966, omkom i vietnamkriget.
- 22 november – Edvin Kallstenius, 86, svensk tonsättare.
- 29 november – Levi Rickson ('Jeremias i Tröstlösa'), 99, svensk författare, kompositör, journalist och textförfattare.
- 10 december – Otis Redding, 26, amerikansk sångare, omkom i en flygolycka.
- 29 december – Paul Whiteman, 77, amerikansk orkesterledare.

### Fotnoter
1. ↑  Poplight – Melodifestivalen.
2. ↑  ”Svenska Dagbladet”. 8 juli 2003. http://www.svd.se/kultur/stenarnas-storsta-turne-nagonsin_101020.svd. Läst 4 juli 2011.
3. ↑  Poplight – Eurovision Song Contest Arkiverad 3 mars 2017 hämtat från the Wayback Machine..
4. ↑  Förteckning över orkesterstycken på Ivo Malecs hemsida. (ivo-malec.fr/orchestre)
5. ↑  Miles (1997) p. 355
6. ↑  ”Rolling Stone A Year Old”. Rolling Stone (Straight Arrow Publishers, Inc.) (22):  ss. 6. 23 november 1968.
7. ↑  ”Aftonbladet”. 23 januari 1999. http://wwwc.aftonbladet.se/noje/9901/23/pop.html. Läst 3 juli 2011.
8. ↑  ”Evert Taubes visböcker med innehåll”. http://www.abc.se/~m8169/taube/taubevis.html. Läst 23 mars 2011.